# 中華文藝獎金委員會
中華文藝獎金委員會是1950年代台灣相當活躍的民間文藝團體，由中國大陸出身作家張道藩、陳紀瀅等人發起、成立。雖然號稱是民間文藝團體，實際上社團的成立與運作都有官方力量介入：發起者張道藩不僅是當時的立法委員，還是中國國民黨中央改造委員會委員；其他成員則是中國國民黨中央委員會第四組的成員。該會主要工作在於：獎勵優秀作品及作家。其徵稿辦法註明：「本會徵求之各類文藝創作，以能應用多方面技巧發揚國家民族意識及蓄有反共抗俄之意義者為原則。」由於1950年代中華民國政府提倡反共文藝，相當看重文學在反共抗俄運動中可能發揮的正面功效，因此受到官方人士主導的獎金委員會就格外青睞以反共抗俄為基調的文學作品。該會每年定期在五月四日文藝節頒獎，也不定期徵求詩歌、劇本、小說、文藝理論、宣傳畫、漫畫、歌詞小調、曲譜等作品，並獎勵優秀者。該會旨在協助生產、獎勵反共抗俄的文藝作品，不過還是有例外：廖清秀的《恩仇血淚記》與鍾理和的《笠山農場》就不是以反共抗俄為主題的作品。

## 「五四」獎金得獎名單[2]

### 1950年
- 歌詞：No1趙友培的〈反共進行曲〉、No2章甘霖的〈反共抗俄歌〉、 No3孫陵的〈保衛我台灣〉。
- 稿費酬金：紀弦的〈怒吼吧台灣〉、樂牧的〈懷大陸〉、張清徵的〈自由生存〉、毛燮文的〈我不再流淚〉、杜敬倫的〈反共抗俄歌〉、郭庭鈺的〈為了自由〉、劉厚鈍的〈婦女反共歌〉、吳波的〈一仗打得好〉、張奮嶽的〈保衛海南〉、方聲的〈保衛大中華〉、胡爾剛的〈江河忘〉、林洪的〈反共大陸回故鄉〉、何逸夫的〈革命青年〉、萬銓的〈打回大陸去〉、小亞的〈反共進行曲〉、宋龍江的〈反極權反獨裁〉。
- 曲譜：白景山的〈只要我長大〉、嘉禾的〈反共抗俄進行曲〉、李中和的〈打回大陸歌〉、譚正律的〈反共進行曲〉、佩芝的〈打回大陸歌〉、丁重光的〈走上前線〉、星火的〈反攻大陸歌〉、方連生的〈反共義勇軍進行曲〉、張哲夫的〈抗俄進行曲〉、克共的〈前進，時代的新軍〉、于元的〈從軍曲〉、李永剛的〈進！進！進！〉、浥塵的〈反攻大陸歌〉、施正的〈民眾反共動員進行曲〉、張龍華的〈反共進行曲〉。

### 1951年
- 中篇小說：No1 (從缺)、No2黎中天的〈死靈魂復活〉、No3端木方的〈四喜子〉。(稿費酬金：司馬桑敦的〈狂流〉、溫新榆的〈再生〉、劉珍的〈麥〉)
- 短篇小說：No1李光堯的〈泥娃娃〉、No2郭嗣汾的〈黑暗的邊緣〉、No3溫新徠的〈被騙者的覺悟〉。(稿費酬金：涂翔宇的〈血染淡水河〉)
- 新詩：No1上官予的〈祖國在呼喚〉、No2涂翔宇的〈啊！大陸，我的母親〉、No3童華的〈張徹〉、張自英的〈黎明集〉、古之紅〈湖濱〉。

### 1952年
- 中篇小說：No1(從缺)、No2端木方的〈星火〉、No3段彩華的〈幕後〉。
- 短篇小說：No1(從缺)、No2徐文水的〈血鬥〉、No3任文白的〈漁村神話〉、彭樹楷的〈血淺阿西里河〉。
- 長詩：No1(從缺)、No2鍾雷的〈黃河戀〉、No3(從缺)。
- 短詩：No1(從缺)、No2紀弦的〈鄉愁〉、王藍的〈你永遠不會失戀〉。
- 平劇劇本：No1(從缺)、No2(從缺)、No3張大夏的〈小精忠傳〉、費嘯天的〈華盛園〉。

### 1953年
- 中篇小說：No1(從缺)、No2郭嗣汾的〈尼泊爾之戀〉、潘壘的〈歸魂〉、No3胡宣績的〈末日〉。
- 短篇小說：No1(從缺)、No2楊海宴的〈二楞子〉、匡若霞的〈迷途者的歸來〉、No3名梁的〈留東最後一課〉。
- 長詩：No1(從缺)、No2(從缺)、No3上官予的〈季長青的歌〉、鍾雷的〈女學生和大兵歌〉。
- 短詩：No1(從缺)、No2符節合的〈農人之歌〉、No3宛宛的〈你應該拿槍〉、紀弦的〈革命、革命〉。
- 平劇劇本：No1(從缺)、No2亓寇文(也有作「方寇文」的〈沈雲英〉、No3張大夏的〈華芳亭〉、趙之誠的〈林四娘〉。

### 1954年
- 中篇小說：No1(從缺)、No2端木方的〈拓荒〉、No3徐翔宇的〈夕陽紅〉、潘壘的〈在升起的血旗下〉。
- 短篇小說：No1吳一飛的〈風雨的啟示〉、No2郭嗣汾的〈霧裡獻花人〉、No3徐文水的〈蛙人的喜劇〉。
- 長詩：No1陳香的〈紫藤花的繫戀〉、No2上官予的〈孤女〉、No3侯家駒的〈誓〉。
- 短詩：No1梁石的〈祭黃花〉、No2紀弦的〈飲酒詩〉、No3曹介甫的〈海上進軍〉。
- 長篇平劇：No1張大夏的〈熱扇記〉、No2亓寇文的〈節義圖〉、No3趙之誠的〈博浪椎〉。
- 短篇平劇：No1周正榮的〈弒父獻妹〉、No2李熙的〈文天祥〉、No3(從缺)。

### 1955年
- 中篇小說：No1(從缺)、No2郭嗣汾的〈黎明的海戰〉、No3徐文水的〈寺院之戰〉。
- 短篇小說：No1(從缺)、No2(從缺)、No3尼洛的〈神燈〉、舒亞雲的〈鄰村〉、趙天池的〈斜坡道上〉。
- 長詩：No1(從缺)、No2蔣國禎的〈庫米什的忠魂〉、No3毛戎的〈寂寞歌聲〉。
- 短詩：No1(從缺)、No2張自英的〈壯麗的溪口鎮〉、No3華文川的〈一江島〉。
- 長篇平劇：No1(從缺)、No2(從缺)、No3劉孝推的〈草木皆兵〉。
- 短篇平劇：No1(從缺)、No2(從缺)、No3傅家齊的〈陳麗娘〉。

### 1956年
- 中篇小說：No1(從缺)、No2尼洛的〈紅蘿蔔〉、No3王韻梅的〈養女湖〉。
- 短篇小說：No1(從缺)、No2尹雪曼的〈硓「石古」島〉、No3雲飛揚的〈二哥〉、潘壘的〈一把咖啡〉。
- 長詩：No1周忠榴的〈不滅的希望〉、瘂弦的〈冬天的憤怒〉、左少乙的〈木金的歌〉。
- 短詩：李夕濤的〈遙寄母親〉、崔焰焜的〈金門的風雲〉、符節合的〈勵志詩集〉。
- 平劇：No1張大夏、No2趙之誠、No3亓寇文。

## 國父誕辰紀念獎金得獎名單[3]
這個獎項在每年的11月12日國父誕辰紀念日公布。

### 1953年
- 長篇小說：No1(從缺)、No2孟瑤的〈懸崖勒馬〉、No3溫新徠的〈雨天裡的晴天〉。
- 多幕劇本類：No1(從缺)、No2(從缺)、No3趙之誠的〈女兒行〉、申江的〈花蓮地震記〉。
- 獨幕劇本類：No1(從缺)、No2王鼎鈞的〈散金臺〉、No3符節合的〈夢醒〉、荊永震的〈父親〉。

### 1954年
- 長篇小說：No1孫蘊琦的〈殘笑〉、No2李輝英的〈冬天的故事〉、No3潘人木的〈馬蘭自傳〉。
- 多幕劇本類：No1徐天榮的〈血海花〉、No2(從缺)、No3丁衣的〈光與黑的邊緣〉。
- 獨幕劇本類：No1(從缺)、No2駱仁逸的〈斷崖〉、No3劉枋的〈名優血淚〉、高前的〈客來時〉、劉熹的〈被出賣的骨肉〉。

### 1955年
- 長篇小說：No1(從缺)、No2端木方的〈青苗〉、No3墨人的〈黑森林〉、林適存的〈第一戀曲〉。
- 多幕劇本類：No1(從缺)、No2趙之誠的〈八仙過海〉、No3徐天榮的〈更上一層樓〉。
- 獨幕劇本類：No1朱白水的〈熱血忠魂一江山〉、No2張英的〈殊途同歸〉、駱仁逸的〈河岸〉。

### 1956年
- 長篇小說：No1(從缺)、No2鍾理和的〈笠山農場〉、No3彭歌的〈落月〉、王藍的〈藍與黑〉。

## 其他的獎勵名單[4]

### 1950年
該會在8月15日頒發論文和文藝獎講演金。
- 論文(統一題目是「我對於建設新中國之見解與我們努力之方向」)的得獎者：No1吳璧如、No2孫立民、No3陶禹。
- 文藝講演：No1龔書的「起來建立自由中國的筆部隊」、No2陳其達的「我國當前的文化路線」、No3顏秉璵的「革命文藝的建設」。
- 稿費酬金：李君皖、晉聰、李世勳、吳永富。

該會在10月10日公布雙十節獎金得獎名單。
- 中篇小說類：No1(從缺)、No2(從缺)、No3端木方的〈疤勛章〉。(稿費酬金：鐵吾的〈鐵幕兒女〉、李光堯的〈悢的教育〉。)
- 短篇小說類：No1潘人木的〈如夢記〉、No2溫新榆的〈誰殺死你的爸爸〉、No3涂翔宇的〈陸維源之死〉。〉。(稿費酬金：洪覆的〈竹幕背後的故事〉、倪清和的〈游擊女獎李小辮子〉。)
- 短詩類：No1(從缺)、No2(從缺)的〈彭城之戰〉、No3鍾雷的〈豆漿車旁〉。(稿費酬金：陳南夫的〈臺灣頌〉。)

### 1952年
該會在1月1日公布元旦獎金得獎名單。
- 長篇小說：No1(從缺)、No2(從缺)、No3曾迺敦的〈九龍江山〉、陸勉餘的〈八年記〉、依洛的〈歸隊〉。(稿費酬金：寇節的〈冰雪〉、涂翔宇的〈山河戀〉、朱開來的〈愛與恨〉、師範的〈沒有走完的路〉。)
- 多幕劇本類：No1方曙的〈憤怒的火焰〉、No2仇真的〈家園戀〉、巴禾的〈烽火大涼山〉。
- 獨幕劇本類：No1王震梓的〈彭城之戰〉、黎中天的〈搞通思想〉、鍾雷的〈如此擾撫〉。
- 平劇劇本：No1(從缺)、No2張大夏的〈金釵記〉、No3費嘯天的〈碧血丹心〉。

## 文藝創作社及其刊物

### 《文藝創作》月刊[5]
1951年5月4日《文藝創作》月刊創刊，由張道藩出任社長、葛賢寧擔任主編。這份文藝刊物主要刊登「中華文藝獎金委員會」的得獎作品，以及那些獲得該會稿費酬金者的創作；並推動反共文學，其1951年的〈發刊詞〉即提到：「兩年來自由中國的文藝運動，隨著反共抗俄的高潮，呈現了空前的蓬勃。無數忠於民族國家的文藝作家，各各發揮其高度的智慧與技巧，創作了許多有血有肉可歌可泣的作品，貢獻給戰鬥中的軍民同胞，使我們驚喜於中國文藝復興將隨著中國民族的復興而開拓了無限燦爛的遠景。」該刊發行至第68期(1956年12月)停刊。
學者應鳳凰認為，《文藝創作》除了鼓勵反共主題，推動文藝政策，對於台灣文學至少有兩大貢獻。一是催生鼓勵了新一代小說家，例如潘人木、段彩華、端木方等，發表無數優秀的反共作品。二是保留及整理了五〇年代大量文學史料。
對於1951年到1956年的台灣文學、文化發展，文創社成員相當關注。1952年1月，第9期的《文藝創作》刊載張道藩、陳紀瀅、王聿均、葛賢寧、趙友培、王紹清、齊如山、呂訴上、李中和等人的文章，這些文章聚焦在1951年台灣文學與文化的發展情況。同年5月，文創社推出《文藝創作》的創刊周年紀念特刊，上面刊載兩篇在台灣文學史具有重要意義的文章，一是張道藩的〈論當前文藝創作三個問題〉，另一則是陳紀瀅的〈文學改造與文學再革命〉。隔年(1953年)的元月，該社推出的「新年專號」，當中有張道藩、王聿均、鍾雷、沈潛、施翠峰、齊如山、鄧綏寧、梁又銘、李中和執筆的文章，旨在檢討過去一年台灣文學、戲劇、電影、美術、音樂等方面的發展。
在「戰鬥文藝」的推廣上，該刊發揮了極大的作用，因為當時不少知名藝文人士撰寫的文章，被集結在1953年5月的「戰鬥文藝論評專號」。這個專號收錄了張道藩的〈論文藝作戰與反攻〉、齊如山的〈論平劇的特質及其戰鬥力〉、虞君質的〈論文學與戰鬥〉、梁宗之的〈論小說的戰鬥性〉、王聿均的〈論詩歌的戰鬥性〉、施翠峰的〈論繪畫的戰鬥性〉、李中和的〈論音樂的戰鬥性〉等。
由於「中華文藝獎金委員會」及「文藝創作社」的成員，大多是「中國文藝協會」的會員，因此不僅平時彼此聲氣相通，《文藝創作》在特定時刻也成為中國文藝協會會員撰文慶祝的發表空間。1954年5月1日推出的第37期《文藝創作》是「紀念中國文藝協會成立四周年文藝評論專號」，當中收錄張道藩、虞君質、鄧綏寧、梁宗之、趙友培、王集叢、黃公偉、葛賢寧、齊如山、雨初、黃君璧、陳定山、張有為、郎靜山、何志浩等人的文章，雖是紀念性質的文章，不過當中有針對近來台灣的文學、戲劇、美術、音樂、攝影、漫畫、民族舞蹈等發展狀況的評論。

### 文藝創作社
該社除了發行《文藝創作》月刊，文藝創作社還將一些文獎會的得獎作品集結、出版，曾出版的文獎會叢書，目前已知的有：
- 《現代詩歌選》第一集：1951年7月出版。收錄了上官予〈祖國在呼喚〉、涂翔宇〈啊！大陸，我的母親〉、童華〈魔鬼的契約〉、古之紅〈湖濱〉這四篇得獎之作。
- 《泥娃娃》(現代小說選第一集)：1951年7月出版。收錄了李光堯〈泥娃娃〉、郭嗣汾〈黑暗的邊緣〉、溫新徠〈被騙的覺悟〉這三篇得獎之作。
- 《現代小說選》第二集：1951年出版。收錄端木方的〈四喜子〉、孫陵的〈紅豆〉。
- 《現代小說選》第二集：1951年出版。收錄潘人木的〈一念之差〉、梅遜的〈榴花〉、丁衣的〈米〉、繁露的〈祖與孫〉、郭嗣汾〈藍色之歌〉等作品。

## 相關知識
- 1950年代與該協會同樣活躍的重要文學團體，有：屬於「中國文藝協會」、中國國民黨台灣省黨部的「台灣省婦女寫作協會」(後來更名為「中國婦女寫作協會」)、直屬於中國青年反共救國團的「中國青年寫作協會」。

- 1950年代重要的報紙，如《中央日報》、《中華日報》、《台灣新生報》、《掃蕩報》、《公論報》、《自立晚報》等，其副刊大量刊載反共文學作品與相關論述。

- 1950年代重要的反共文學雜誌有以下幾種： 《寶島文藝》月刊：由寶島文化出版社發行。 《暢流》半月刊：由暢流半月刊社發行。 《半月文藝》半月刊：由半月文藝社發行。 《自由青年》旬刊：由自由青年社發行。 《軍中文摘》月刊：由國防部新中國出版社發行。 《野風》半月刊：由野風雜誌社發行。 《火炬》半月刊：由火炬雜誌社發行。 《文壇》月刊：由文壇社發行。 《海島文藝》月刊：由海島文化出版社發行。 《晨光》月刊：由晨光雜誌社發行。 《文藝月報》月刊：由中國新聞出版公司發行。 《軍中文藝》月刊：由國防部新中國出版社發行。 《幼獅文藝》月刊：由幼獅文化事業公司發行。 《中華文藝》月刊：由中華文藝月刊社發行。 《新新文藝》月刊：由新新文藝社發行。 《海風》月刊：由海風月刊社發行。 《革命文藝》月刊：由國防部新中國出版社發行。

- 除了該委員會，當時官方還支持「國軍文藝金像獎」。

## 資料來源
1. ↑  封德屏，〈戰火在文字裡燃燒─五○年代的反共戰鬥文學與現代主義的興起〉，《文學@台灣》，台南市：國立台灣文學館，2008年9月，頁141~142。
2. ↑  陳芳明，《台灣新文學史》，台北市：聯經出版，2011年10月，頁278~279。
3. ↑  文訊雜誌社/編輯，《光復後臺灣地區文壇大事記要(增訂本)》，台北市：文建會，1995年6月2版，頁53、60、69、77、85。
4. ↑  文訊雜誌社/編輯，《光復後臺灣地區文壇大事記要(增訂本)》，台北市：文建會，1995年6月2版，頁39、41、47。
5. ↑  文訊雜誌社/編輯，《光復後臺灣地區文壇大事記要(增訂本)》，台北市：文建會，1995年6月2版，頁47~頁85。
6. ↑  文訊雜誌社/編輯，《光復後臺灣地區文壇大事記要(增訂本)》，台北市：文建會，1995年6月2版，頁45、46。